# الیزا بنت
الیزا هوپ بنت (به انگلیسی: Eliza Hope Bennett) (زاده ۱۷ مارس ۱۹۹۲) بازیگر و خواننده نوجوان انگلیسی است که قابل توجه‌ترین نقشش، نقش مگی فولچارد در فیلم اینکهارت است.

## زندگی‌نامه
او در ریدینگ برکشایر انگلستان زاده شد. وی بازیگری خود را در سال ۲۰۰۴ در فیلمهایی همچون ننی مک‌فی در کنار بازیگرانی همچون کالین فرث، اما تامپسون و توماس سنگستر آغاز کرد. پس از آن در فیلم پیمانکار با وسلی اسنایپس همبازی شد.
الیزا در سال ۲۰۰۸ توانست در نقش اصلی فیلم اینکهارت در کنار بازیگری همچون براندان فریزر نقش آفرینی کند. وی در این فیلم آهنگی را نیز اجرا کرده‌است.
همچنین از دیگر فیلم‌هایی که او در آن بازی کرده‌است، می‌توان به شاهزاده و من اشاره کرد.